# Zbigniew Bieniawski
Zbigniew Józef Bieniawski (ur. 18 sierpnia 1899 w Bieniawie, zm. 1963 we Francji) – polski artysta fotograf. Członek Fotoklubu Polskiego. Członek Zarządu Lwowskiego Towarzystwa Fotograficznego.

## Życiorys
Urodził się 18 sierpnia 1899 w Bieniawie (lub Lwowie) jako syn Tomasza. Absolwent lotnictwa w Akademii Wojskowej w Wiedniu oraz architektury na Politechnice Lwowskiej. Związany z lwowskim środowiskiem fotograficznym – był członkiem Lwowskiego Towarzystwa Fotograficznego, w którym od 1925 roku do 1927 pełnił funkcję członka Zarządu LTF. W latach 1924–1927 był uczniem i asystentem Henryka Mikolscha – wykładowcy i kierownika Zakładu Fotografii przy Wydziale Ogólnym Politechniki Lwowskiej. W 1931 roku został zaproszony i przyjęty w poczet członków Fotoklubu Polskiego. 
Zbigniew Bieniawski był autorem i współautorem wielu wystaw fotograficznych, których prezentacja w zdecydowanej większości miała miejsce w okresie międzywojennym. Po raz pierwszy wystawił swoje fotografie na V Międzynarodowym Salonie Fotografiki w 1931 roku. Szczególne miejsce w jego twórczości zajmowała fotografia wykonywana w technikach szlachetnych – bromolej, guma (wielowarstwowa), izohelie, pigmenty (wielobarwne). Do 1939 roku pracował jako wykładowca w Szkole Podchorążych Lotnictwa w Dęblinie.
Podczas II wojny światowej był dowódcą eskadry lotniczej we Francji, następnie jako wykładowca pracował dla Royal Air Force w Wielkiej Brytanii. Po wojnie był architektem w Wielkiej Brytanii, zmarł we Francji w 1963 roku.

## Ordery i odznaczenia
- Medal Lotniczy (czterokrotnie)[4]
- Srebrny Krzyż Zasługi (15 października 1937)[10]